# 英文学
英文学（えいぶんがく、英語: English literature）は、
1. イギリス文学のこと。
2. イギリス文学とアメリカ文学の総称。英米文学の略称。
3. 広義には、地域を問わず英語で書かれた文学すべてを意味する。英語文学とも。

ブッカー賞を受賞した作家の多くは、もはやイギリス人ではない。たとえば、南アフリカ共和国の作家ジョン・クッツェー、カナダ人作家マイケル・オンダーチェやマーガレット・アトウッド、イギリス在住のナイジェリア人作家ベン・オクリ、オーストラリアのピーター・ケアリー、インド人女性のアルンダティ・ロイなどが挙げられる。
高等教育機関で学ぶ場合は､文学部などに設置されている「英米文学科」などで学ぶことが出来る｡注意すべきは､「英米文化学科」など類似名称の学科も含め「実用英語」の習得は､必ずしも目的としていないことである｡本専攻の目的は「文学（特に西洋の古典を重視）を含めた､英語によって築かれた文化の理解・英語そのものに関する知識」である。実用英語はあくまでも､それらを､より深く理解するための一手段として位置付けられている。外国語学部が実用語学の習得を目標とし､それをプロセスとして､地域､国際関係､言語学など､各自が興味のあるテーマを掘り下げていくのとは対照的である。